# ایزیری ۶۹۲۴
استاندارد ISIRI 6924 استاندارد ملی ایران به منظور تعیین مقررات و روش اجرائی تأیید نوع (Type Approval) وسایل نقلیه موتوری و تریلرها و سیستم‌ها، قطعات و واحدهای فنی مجزای آنها می‌باشد.

## تاریخچه و روند تدوین
این استاندارد در هشتاد و هفتمین جلسه کمیته ملی استاندارد خودرو و نیرو محرکه مؤسسه استاندارد و تحقیقات صنعتی ایران متشکل از نمایندگان شرکتهای خودروساز ایرانی، وزارت صنایع و معادن، سازمان ملی استاندارد ایران و راهنمایی و رانندگی (ایران) مورد تأیید قرار گرفت و نخستین بار در سال ۱۳۸۲ به چاپ رسید.
این استاندارد در سال ۱۳۹۴ برای دومین بار در هفتصد و هشتاد و هفتمین اجلاس کمیته ملی استاندارد خودرو و نیروی محرکه مورد تجدید نظر قرار گرفت و تصویب شد.